# Jowett Jupiter
Der Jowett Jupiter ist ein Sportwagen des Automobilherstellers Jowett Cars und wurde in den Jahren von 1950 bis 1954 produziert. In diesen Jahren wurden nur 900 Fahrzeuge in Idle in der Nähe von Bradford hergestellt.

## Modellbeschreibung
Der erste Jupiter wurde von einem Vierzylindermotor mit 1486 cm³ Hubraum und 60 PS (45 kW) angetrieben. Dadurch erreicht das Fahrzeug eine Höchstgeschwindigkeit von etwa 140 km/h. In den Jahren wurde der Motor mehrfach angepasst und es gab mehrere Überarbeitungen. Die meisten Fahrzeuge wurden mit einer von Fisher and Ludlow aufgebauten Werkskarosserie ausgeliefert. Daneben erhielten 75 Chassis eigenständige Aufbauten von diversen britischen Karosserieherstellern wie Abbott oder Mead, aber auch von kontinentaleuropäischen Werken wie Beutler, Ghia-Aigle, Worblaufen und Farina.